# Oculocornia orientalis
Oculocornia orientalis är en spindelart som beskrevs av Tatyana I. Oliger 1985. Oculocornia orientalis ingår i släktet Oculocornia och familjen täckvävarspindlar. Inga underarter finns listade i Catalogue of Life.